# 內新化南里
內新化南里，是臺灣南部自清治時期光緒年間至日治初期的一個行政區劃，是原本的新化南里分割而成，其範圍即今臺南市的南化區南部。
內新化南里北邊及東北邊為楠梓仙溪西里，東邊為楠梓仙溪東里，東南邊為羅漢外門里，南邊為羅漢內門里，西邊為外新化南里。

## 管轄街庄
內新化南里共轄3個庄：
- 今南化區境內：南庄、中坑庄、菁埔藔庄